# ران رول
ران رول (بالعبرية: רן רול‏) هو لاعب كرة قدم إسرائيلي في مركز الوسط، ولد في 17 نوفمبر 1987 في كرمئيل في إسرائيل. لعب مع اتحاد أبناء سخنين ومكابي أخاء الناصرة ومكابي نتانيا ونادي هبوعيل إيروني كريات شمونة ونادي هبوعيل نوف هجليل وهبوعيل حيفا.

## وصلات خارجية
- ران رول على موقع قاعدة بيانات كرة القدم.إي يو (الإنجليزية)
- ران رول على موقع Soccerway.com (الإنجليزية)